# Diede de Groot
Diede de Groot (ur. 19 grudnia 1996 w Woerden) – holenderska tenisistka z niepełnosprawnością, liderka zarówno rankingu singlowego, jak i deblowego, zwyciężczyni szesnastu turniejów wielkoszlemowych w grze pojedynczej oraz piętnastu w grze podwójnej, czterokrotna zwyciężczyni mistrzostw na zakończenie sezonu w grze pojedynczej (2017, 2018, 2019, 2021), czterokrotna triumfatorka tej imprezy w grze podwójnej (2016, 2017, 2019, 2021), dwukrotna mistrzyni paraolimpijska z Tokio: w grze pojedynczej oraz podwójnej, wicemistrzyni paraolimpijska w deblu (Rio de Janeiro 2016). W karierze de Groot zwyciężyła w 66 turniejach singlowych i 59 deblowych.

## Historia występów
Legenda
     W, wygrany turniej
     F, przegrana w finale
     SF, przegrana w półfinale
     SFP, SFW, przegrana, wygrana w meczu o trzecie miejsce
     QF, przegrana w ćwierćfinale
     xR przegrana w x rundzie
     LQ, przegrana w kwalifikacjach
     RR, przegrana w fazie grupowej
     A, brak startu
     NH, impreza nie odbyła się

### Występy w Wielkim Szlemie

#### Gra pojedyncza
| Wielkoszlemowe turnieje w singlu na wózkach |    |   |   |    |   |   |
| Australian Open                             | QF | W | W | QF | W | W |
| French Open                                 | QF | F | W | SF | W | W |
| Wimbledon                                   | W  | W | F | NH | W | W |
| US Open                                     | F  | W | W | W  | W | W |

#### Gra podwójna
| Wielkoszlemowe turnieje w deblu na wózkach |    |   |   |    |    |   |
| Australian Open                            | F  | F | W | F  | W  | W |
| French Open                                | SF | W | W | W  | W  | W |
| Wimbledon                                  | F  | W | W | NH | SF | F |
| US Open                                    | W  | W | W | F  | W  | W |

### Turnieje Masters oraz igrzyska paraolimpijskie
| Turnieje Masters         |     |                |                |                |                |   |    |
| singel                   | SF  | W              | W              | W              | NH             | W |    |
| debel                    | W   | W              | SF             | W              | NH             | W |    |
| Igrzyska paraolimpijskie |     |                |                |                |                |   |    |
| singel                   | SFP | Nie rozgrywano | Nie rozgrywano | Nie rozgrywano | Nie rozgrywano | W | NH |
| debel                    | F   | Nie rozgrywano | Nie rozgrywano | Nie rozgrywano | Nie rozgrywano | W | NH |